# Dance Remixes
Albums de Mylène Farmer
L'Autre...
(1991) Anamorphosée
(1995)
Dance Remixes est la première compilation sous forme de remixes de Mylène Farmer, sortie le 23 novembre 1992 chez Polydor.
Concept inédit pour une chanteuse française, ce double album regroupe quinze remixes de titres sortis entre 1986 et 1992, dont la plupart étaient disponibles sur les versions Maxi de chaque single.
Trois remixes inédits figurent dessus : une version techno de We'll Never Die, une version dance de Libertine et un remix de Que mon cœur lâche, une chanson inédite parue une semaine avant l'album.
Tous ces remixes ont été réalisés par Laurent Boutonnat et l'ingénieur du son Thierry Rogen.
Une version internationale de l'album est également mise en vente, comprenant un remix de My Soul is Slashed (la version anglaise de Que mon cœur lâche).
Certifié double disque d'or en France, Dance Remixes s'est écoulé à plus de 400 000 exemplaires.

## Histoire

### Genèse
En avril 1991, Mylène Farmer sort l'album L'Autre…, qui connaît un énorme succès (n°1 pendant 20 semaines et plus de deux millions d'exemplaires vendus), porté par les singles Désenchantée, Regrets, Je t'aime mélancolie et Beyond My Control.
Avant de s'absenter pour une longue période afin de tourner le film Giorgino de Laurent Boutonnat, la chanteuse et ce dernier décident de sortir une compilation de remixes, un concept utilisé principalement par des artistes anglophones et inédit pour une chanteuse française.

L'ingénieur du son Thierry Rogen, qui a réalisé tous les remixes de la chanteuse depuis Tristana en 1987, déclarera : 

« Laurent aurait volontiers fait des chansons qui duraient 6 minutes, et ce n'était possible qu'avec les remixes, qui nous permettaient de nous exprimer totalement [...] Comme on aimait bien faire des remixes, et que ça tombait dans un petit creux après l'album L'Autre…, Laurent a décidé de faire cet album. On a remasterisé d'anciens remixes, et on en a fait d'autres, dont Libertine, chanson sur laquelle je n'avais pas travaillé à l'époque. L'enjeu financier n'était pas grand, et c'était un album intermédiaire. Mylène a été l'une des premières à proposer des remixes en tant qu'artiste de variétés. »

### Sortie
Dance Remixes paraît le 23 novembre 1992, une semaine après Que mon cœur lâche, un titre inédit dont le clip est réalisé par Luc Besson.
En un mois, l'album s'écoule à plus de 200 000 exemplaires et est certifié double disque d'or.
Une version internationale de l'album est également éditée, comprenant My Soul is Slashed (la version anglaise de Que mon cœur lâche).
Au total, Dance Remixes s'est écoulé à plus de 400 000 exemplaires.

## Pochette
Signées par Marianne Rosensthiel, les photos du livret mettent en scène Mylène Farmer en pleine séance de sport.
La photo de la pochette, entourée d'un cercle noir, présente la chanteuse à quatre pattes, tenant une barre d'haltère.

## Liste des titres

### Double CD
Ce double CD est le support principal de cette compilation. 
| 1. | We'll Never Die (Techno Remix)      | Laurent Boutonnat | Laurent Boutonnat | 7:30 |
| 2. | Sans contrefaçon (Boy Remix)        | Mylène Farmer     | Laurent Boutonnat | 5:55 |
| 3. | Tristana (Remix Club)               | Mylène Farmer     | Laurent Boutonnat | 7:10 |
| 4. | Sans logique (Illogical Club Remix) | Mylène Farmer     | Laurent Boutonnat | 7:11 |
| 5. | Allan (Extended Mix)                | Mylène Farmer     | Laurent Boutonnat | 7:57 |
| 6. | Ainsi soit je... (Maxi Remix)       | Mylène Farmer     | Laurent Boutonnat | 7:10 |
| 7. | Plus grandir (Mother's Live Remix)  | Mylène Farmer     | Laurent Boutonnat | 6:25 |
| 8. | À quoi je sers... (Club Remix)      | Mylène Farmer     | Laurent Boutonnat | 7:50 |

| 1. | Que mon cœur lâche (Extended Dance Remix)  | Mylène Farmer     | Laurent Boutonnat    | 8:10 |
| 2. | Pourvu qu'elles soient douces (Remix Club) | Mylène Farmer     | Laurent Boutonnat    | 6:30 |
| 3. | Libertine (Carnal Sins Remix)              | Laurent Boutonnat | Jean-Claude Dequéant | 7:00 |
| 4. | Je t'aime mélancolie (Extended Club Remix) | Mylène Farmer     | Laurent Boutonnat    | 7:45 |
| 5. | Regrets (Extended Club Remix)              | Mylène Farmer     | Laurent Boutonnat    | 7:13 |
| 6. | Beyond My Control (Godforsaken Mix)        | Mylène Farmer     | Laurent Boutonnat    | 8:03 |
| 7. | Désenchantée (Remix Club)                  | Mylène Farmer     | Laurent Boutonnat    | 8:10 |

### 33 tours et cassette
Un double 33 tours et une cassette audio sont également sortis, avec trois titres en moins (Ainsi soit je..., Plus grandir et Regrets).

### Version internationale
Un CD en version simple a été édité pour l'international, dans lequel My Soul is Slashed remplace Que mon cœur lâche.
Cinq titres sont absents : Tristana, Plus grandir, À quoi je sers..., Libertine et Regrets.
La photo de la pochette reste la même, seule la couleur du fond diffère (un fond noir pour la version francophone, un fond blanc pour l'internationale).

## Description de l'album
Composée de quinze titres, Dance Remixes regroupe des remixes de titres sortis entre 1986 et 1992, dont la plupart étaient disponibles sur les versions Maxi 45 tours ou Maxi CD de chaque single.
Trois remixes inédits figurent sur ce double album : une version techno de We'll Never Die (un titre non sorti en single mais présent dans sa version originale sur le premier album de Mylène Farmer, Cendres de lune), une version dance de Libertine et un remix de Que mon cœur lâche, une chanson inédite qui paraît une semaine avant l'album.
Tous ces remixes ont été réalisés par Laurent Boutonnat et l'ingénieur du son Thierry Rogen, qui a commencé à travailler avec Mylène Farmer et Laurent Boutonnat en 1987 avec le titre Tristana. La plupart de ces remixes s'apparentent à des versions allongées des chansons, bien que d'autres les revisitent complètement, à l'instar de We'll Never Die, Plus grandir ou encore Je t'aime mélancolie.
Plusieurs extraits de ces remixes ont également été entendus dans des clips de la chanteuse, comme Tristana, Sans contrefaçon, Ainsi soit je..., Pourvu qu'elles soient douces, Sans logique, À quoi je sers..., Désenchantée et Regrets.

## Accueil critique
- « Un album de remixes qui ose des relectures épatantes. [...] Cet album, un des premiers du genre pour une artiste de variétés, alterne de pures manipulations électroniques avec des versions longues dopées aux basses. » (Libération)[13]
- « A travers 15 titres club gonflés à bloc pour déboucher sur un groove impeccable, remixés avec brio par Laurent Boutonnat et Thierry Rogen, Mylène Farmer s'érige en nouvelle reine de vos nuits blanches. Exit Régine et bienvenue dans le No man's land farmérien ! » (Multitop)[14]
- « Ces titres, réalisés en version de 7 minutes, vous donnent tout le temps nécessaire d'apprécier en long, en large, mais certainement pas de travers. » (Star Music)[15]
- « Plus madonnesque que jamais, Mylène nous offre un Best of somptueusement remixé pour danser jusqu'au bout de la nuit. » (Choc Star)[16]

## Classements et certifications
Dès sa sortie, Dance Remixes atteint la 3e place des ventes.
En un mois, il s'écoule à plus de 200 000 exemplaires et est certifié double disque d'or.
Il a depuis dépassé les 400 000 ventes.
| Classement                       | Meilleure position |
| -------------------------------- | ------------------ |
| Belgique (Wallonie Ultratop)     | 9                  |
| France (SNEP - Top Compilations) | 3                  |

| Pays   | Certification |
| ------ | ------------- |
| France | 2 × Or        |

## Crédits
| - Paroles : Mylène Farmer, sauf : - Libertine et We'll Never Die : Laurent Boutonnat - My Soul is Slashed : Mylène Farmer et Ira Israel - Musique : Laurent Boutonnat, sauf : - Libertine : Jean-Claude Dequéant - Remixes réalisés par Laurent Boutonnat et Thierry Rogen | - Ingénieur du son : Thierry Rogen (Studio Mega) - Produit par Laurent Boutonnat - Management : Thierry Suc - Photos : Marianne Rosensthiel - Design : Henry Neu pour Com'N.B - Mastering : André Perriat chez Top Master |